# 악마 (타로)

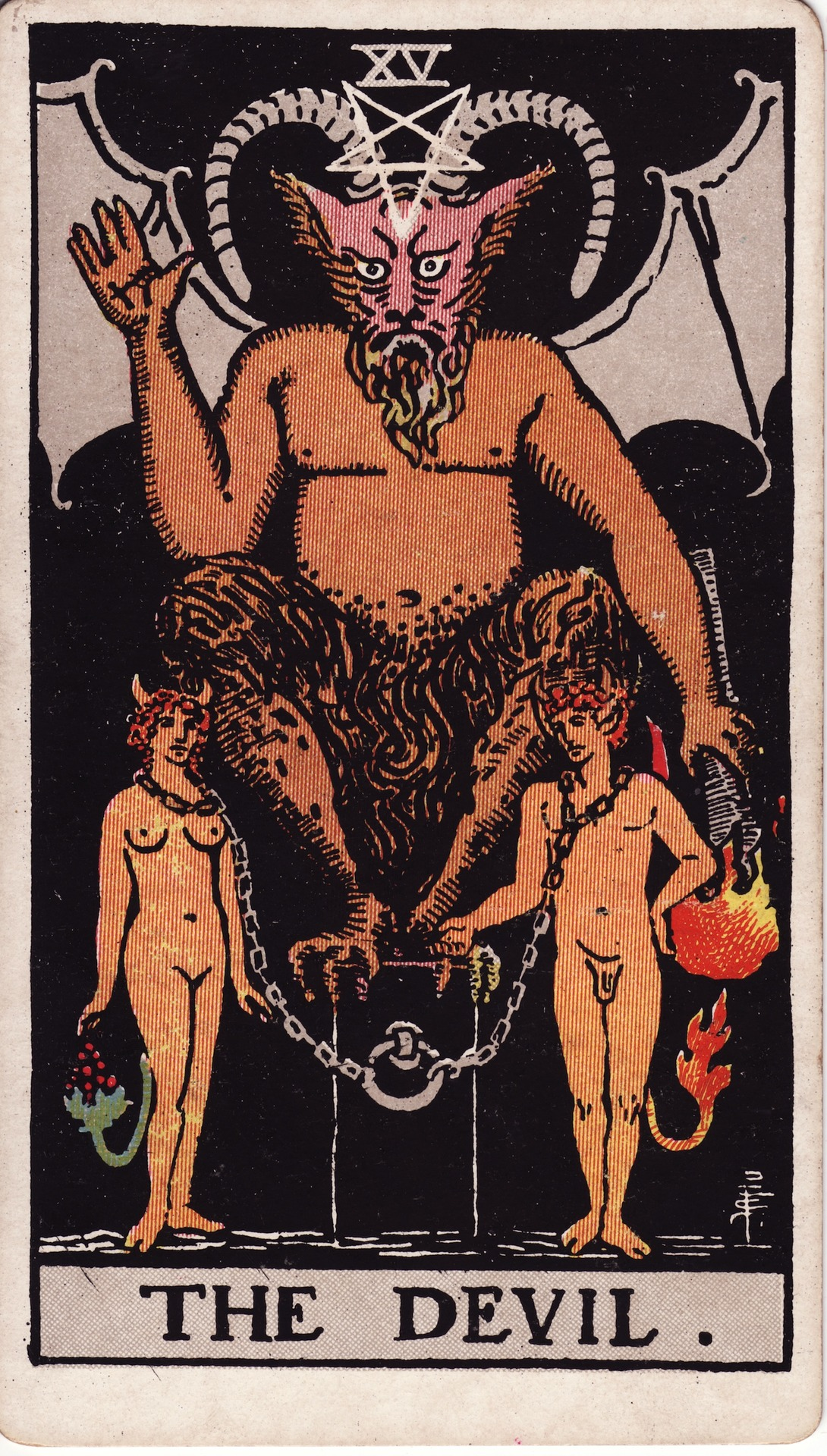
웨이트판 타로의 악마

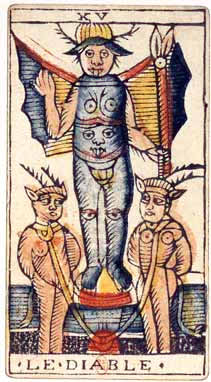
마르세유판 타로의 악마

악마(悪魔,프랑스어: Le Diable)는 타로의 메이저 아르카나에 속하는 카드의 1매다. 카드 번호는 '15'.

## 카드의 의미
정위치의 의미
유혹에 굴복, 부정적 욕망, 타락, 격정, 파괴, 무력, 숙명, 배반, 구속.
역위치의 의미
나약함, 맹목, 회복, 각성, 새로운 만남.
아서 에드워드 웨이트의 타로 도해의 해설에서는 '폭력·격정·미리 정해진 숙명·흑마술'을 의미한다고 여겨진다.

## 카발라와의 관계
히브리 문자는 아인(ע), 다만 이것에는 복수의 이설이 있다. '황금의 새벽단'의 설에서는 티파레트와 호드의 세피라를 결합하는 경에 관련지었다.

## 점성술과의 대응
이하와 같은 제설이 있다.
- 별자리: 쌍아궁설, 천칭궁설, 인마궁설, 마갈궁설[1]
- 행성: 수성설[2], 화성설, 토성설

## 우화의 해석
악마의 이름이 나타내는 대로, 유혹의 상징으로서 해석을 한다. 마르세유판에선, 머리 부분에 황금의 뿔과 관, 등에 박쥐와 같은 날개를 달고, 손에는 날카로운 손톱을 갖추어 왼손에 모양이 없는 검을 가진 악마의 모습이 그려져 있다.
'악마'가 가장 강조하고 있는 상징은'뜻을 모름'이다. 머리 부분의 모퉁이는 사슴의 형태이지만, 손에는 맹금류를 연상하게 하는 손톱을 갖추고 있는데다가, 등의 날개는 포유류인 박쥐의 형태이다. 또, 고간의 부푼 곳은 남성을 상징하지만, 여성의 흉부를 의도한 도형을 가슴에 본뜨고 있다. 이것은 '악마'가(에덴 동산 등) 인간에게 접촉할 때의 위장으로서 여성의 순수함이나 순진함을 가장해, 자신이 가지는 '잔인함'이나 '고식적인 마음'을 덮어 가리려 하고 있기 위함이라고 생각되고 있다. 이와 같이 "짝짝이" 상징을 일체의 상에 집약하는 것은 '혼란'이나 '갈등'이라는 심리적 착란 상태를 나타내, '악마'를 멸망이나 파괴의 상징이자 무서운 존재로서 취급하고 있다고 해석된다.
이를 상징하고 있는 것이 '악마'가 가진 검이다. 검 자체는 메이저 아르카나 외 카드에도 자주 등장해, 마이너 아르카나의 슈트에도 채용되고 있는 상징이지만, '악마'에서는 '칼날의 부분을 가진 상태'로 그려져 있다. 즉 '악마'는 검의 사용법은커녕 쥐는 방법조차 모르는 것이다. '악마'에 그려지는 검은, 누구에게도 제어되지 않는 지극히 위험한 폭력의 상징이다. 이것으로부터, '악마'의 머리 부분의 관을 북유럽 신화의 오딘의 관으로서 묶는 설이 있다. 오딘은 북유럽 신화의 최고신이지만, 프라이드가 높고, 발작(울화통)을 일으키기 쉬운 격정가의 측면을 가지는 것부터, '악마'의 관을 오딘이 그렇게 말한 면을 상징하고 있다고 해석되고 있다.
한편, '악마'를 '구세주'라고 볼 수도 있다. 악마는 창세기에서 이브를 부추겨 금단의 열매를 먹게 했지만, 견해를 바꾸면(역위치), 악마의 의사가 어떻든, 인간에게 있어서는 과학을 발전시켜 지구 위에 종을 펼치는 좋은 결과를 가져왔다고 말할 수 있다. 이것은 '의도의 유무에 관련되지 않고, 당사자가 바라는가 바라지 않는가 관련되지 않고, 결과적으로 일어나는 기적', 즉 트릭스터를 의미한다.
또 '악마'의 하단에는, 머리 부분에 모퉁이를 생각하게 하는 장식을 장착해, 돼지와 같은 귀와 꼬리를 기른 2명의 인물이, '악마'가 서는 대좌에 연결된 상태로 그려져 있다. 이 2명은 '악마'의 머슴이라고 해석된다. 이것은, 그림의 구도가 '교황'과 대비가 되어 있는 것부터 유래하고 있다고 여겨진다. 인간의 내면적 부분이 '악마'를 시중드는 것에 의해서 일어날 수 있는 여러 가지 영향이나, 또 그 역할 자체도 모르는 상태를 나타내, 어떤 갈등도 느끼지 않고, 어떤 성장도 없는 아귀와 같이 작은 존재인 것이, '교황'과 같이  중심의 인물과의 대비에 의해서 나타나고 있다. 또, 2명의 인물이 얇은 웃음을 띄우고 있는 모습은 '자신의 행동을 완전하게 조작할 수 있다'라고 믿어 버리고 있는 사람 등에게 잘 보이는 표정이다. 즉, 이 2명이나 '악마'가 '교황'과 달리, '독재적'으로 '자기중심적'인 율법을 맡는 것을 나타내는 요인이 되고 있다. 고로, '교황'의 카드로는 악마가 교황이 되어, 아래의 2명이 등돌리기로 그려져 있다. 그러나 '악마'와 머슴을 연결하는 줄은 느슨하고, 자각만 있으면 머슴은 '악마'의 지배를 벗어날 수 있는 일도 의미하고 있다.
웨이트판에 그려지는 악마는 바포멧이 모티프로 여겨져 그 악마에 구속되는 남녀가 그려져 있다.

## 참고 문헌
- 사리 니컬스 '융과 타로'ISBN 4-7835-1183-7
- 알프레드・더글라스 '타로'ISBN 4-3092-2428-8
- 후렛드・게팅즈 '악마의 사전'ISBN 4-7917-5185-X